# Apetinus pumilio
Apetinus pumilio är en skalbaggsart som beskrevs av Sharp 1908. Apetinus pumilio ingår i släktet Apetinus och familjen glansbaggar. Inga underarter finns listade i Catalogue of Life.